# Kanjirappally
Kanjirappally (malabar: കാഞ്ഞിരപ്പള്ളി) es una localidad del estado indio de Kerala perteneciente al distrito de Kottayam.
En 2011, el panchayat que forma la localidad tenía una población de 32 680 habitantes, siendo además sede de un taluk con una población total de 270 045 habitantes.
La localidad es conocida como la "puerta de la sierra", ya que es la entrada principal por carretera a la región montañosa del "Malanad", que se extiende por Idukki y las regiones vecinas de Tamil Nadu. Por su ubicación geográfica entre el mar y la sierra, es la localidad de Kerala con un mayor número de días de lluvia, con un promedio anual de 4156 mm.
Se ubica unos 25 km al este de la capital distrital Kottayam, sobre la carretera 183 que lleva a Theni.